# Irchenrieth
Irchenrieth er en kommune i Landkreis Neustadt an der Waldnaab i Regierungsbezirk Oberpfalz i den tyske delstat Bayern. Den er en del af Verwaltungsgemeinschaft Schirmitz.

## Geografi
Irchenrieth ligger i Planungsregion Oberpfalz-Nord.

## Historie
Irchenrieth hørte til Landgrafschaft Leuchtenberg som i 1712- 14 blev en del af Bayern. Den nuværende kommune blev dannet i 1818. 1. Januar 1978 blev Bechtsrieth og Trebsau indlemmet i kommunen men i 1994 traf borgerne i de to små byer beslutning om igen at danne deres egen kommune.